# Hydropsyche reciproca
Hydropsyche reciproca är en nattsländeart som först beskrevs av Walker 1852.  Hydropsyche reciproca ingår i släktet Hydropsyche och familjen ryssjenattsländor. Inga underarter finns listade i Catalogue of Life.